# Klatsch

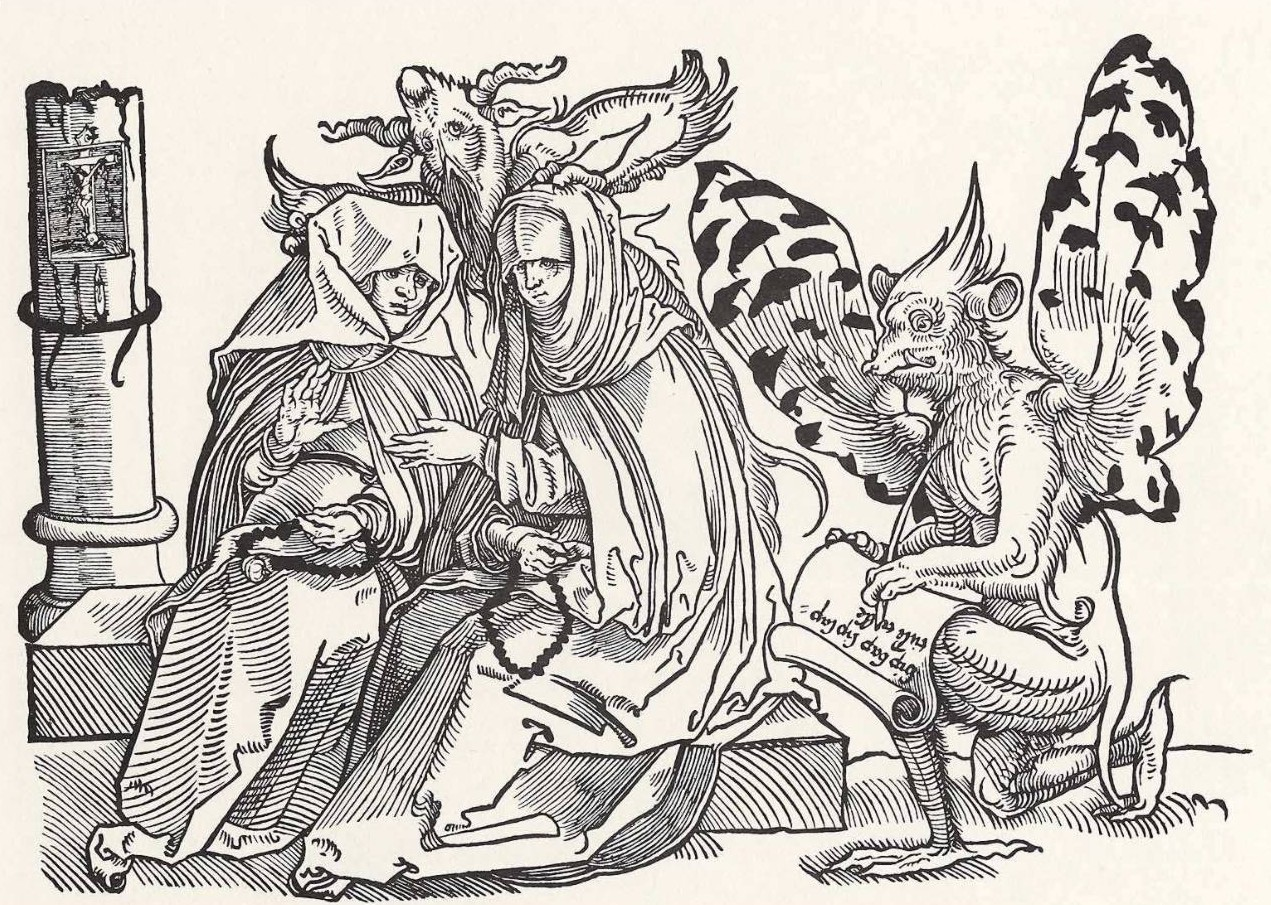
Klatschweiber und der Teufel (Holzschnitt von Hans Weiditz Anfang 16. Jh.)

Klatsch ist eine Form der gesellschaftlichen Unterhaltung, bei der absichtsvoll Informationen über nicht anwesende Personen ausgetauscht werden. Der Begriff bedeutet ein gesellschaftliches Gespräch über triviale, oft auf Gerüchten beruhende Themen. Daneben steht Klatsch aber auch ausdrücklich für Unbelegbares, bis hin zu beabsichtigt Falsches. Dies unterscheidet ihn vom Tratsch, der eher zielloses Schwatzen und Erzählen bezeichnet. (Daher auch das unterscheidende „und“ in der Redensart „Klatsch und Tratsch“.) Der englische Begriff Gossip wird inzwischen auch im Deutschen benutzt, häufig im Zusammenhang mit internationalen Berühmtheiten und eher mit einer freundlich-harmlosen Konnotation.
In vielen Kulturen gilt Klatsch als unmoralisch. Nach Jüdischem Recht beispielsweise wird zwischen den Ehrdelikten rechilut (hebräisch für „Klatsch“), Lashon hara (hebr. לשון הרע für „Üble Nachrede“) und motzi shem ra (hebr. für „Beleidigung“, „Verleumdung“) unterschieden, in aufsteigender Schwere. So straft Gott Mirjam mit Aussatz für eine Woche, als sie eines Ehrendelikts gegen ihren Bruder Mose schuldig wird, indem sie diesen und seine kuschitische Frau herabwürdigt.

## Klatsch und der Ursprung der menschlichen Sprache
Klatsch- und Tratsch-Kommunikation dient der Pflege von Gemeinschaft: Der überwiegende Teil des täglichen Gesprächsaufkommens eines Menschen handelt von zwischenmenschlichen Belangen echter oder vermeintlicher Gruppenmitglieder, ist also „Klatsch und Tratsch“. Das gilt heute wie früher, erklärt der englische Primatenforscher und Psychologe Robin Dunbar, Professor an der Universität Liverpool, in seinem Hauptwerk Grooming, Gossip and the Evolution of Language.
Der Nutzen der Sprechfähigkeit war am Anfang der Evolution der menschlichen Sprache die Kommunikation in größeren Horden der Urmenschen. Dunbar geht davon aus, dass die Sprachlaute am Anfang dieselbe Funktion hatten wie das Kraulen (grooming) in kleineren Horden: Klatsch und Tratsch seien Kitt, der die Gemeinschaft zusammenhalte. Viele Primatenforscher glauben, dass erst ein großes „soziales“ Gehirn das Zusammenleben in großen Gruppen ermögliche. Erst die Entwicklung der Sprache, so Dunbar, habe es möglich gemacht, in Gruppen von 150 Personen für sozialen Zusammenhalt zu sorgen: „Sie erlaubt uns, mit einer Reihe von Individuen gleichzeitig zu interagieren und Information über den Zustand unseres sozialen Netzwerks auszutauschen.“ Explizite Klatsch-Kommunikation dreht sich um die Frage, was „normal“ und erlaubt und was vielleicht anrüchig ist. Wenn Beobachtungen und Meinungen über das Verhalten Dritter ausgetauscht werden, werden also soziale Normen verhandelt. Wirkliche Geheimnisse sind der Höhepunkt einer Klatsch-Kommunikation, nicht ihr Normalfall.

## Forschung

### Sozialwissenschaftliche Ansätze
Die Ethnologie und Soziologie, insbesondere die Sozialpsychologie, beschäftigen sich mit dem Thema Klatsch, seinen Kommunikationsformen, seiner sozialen Funktion und seiner gesellschaftlichen Rezeption. Namentlich im Umkreis oder unter dem Einfluss der Manchester School haben ihr Begründer Max Gluckman sowie J. Clyde Mitchell und Jörg Bergmann u. a. den Klatsch gründlich analysiert.

#### Soziale Kontrolle durch Klatsch
Der Klatsch an sich und die Furcht vor Klatsch bilden die Grundlage für soziale Kontrolle innerhalb einer Gemeinschaft. Die soziale Kontrolle ist in der Regel wechselseitig, da im Normalfall jeder gleichermaßen Furcht vor Klatsch hat, auch wenn es sich manche nicht eingestehen. Werden Norm- und Wertvorstellungen einer Gemeinschaft verletzt, erleichtert dies den Klatsch; doch kann er auch unzutreffende Gerüchte schaffen und weitergeben. Klatsch ist somit auch ein Mittel der Intrige, also zur Abwicklung von Feindseligkeiten und Rivalitäten, ohne dass, wer hinterrücks klatscht (daher die veraltete Bezeichnung „Afterrede“), mit dem Betroffenen selbst konfrontiert ist. Somit dient Klatsch auch der (meist nur scheinbaren bzw. temporären) Nivellierung von Macht- und Statusunterschieden.

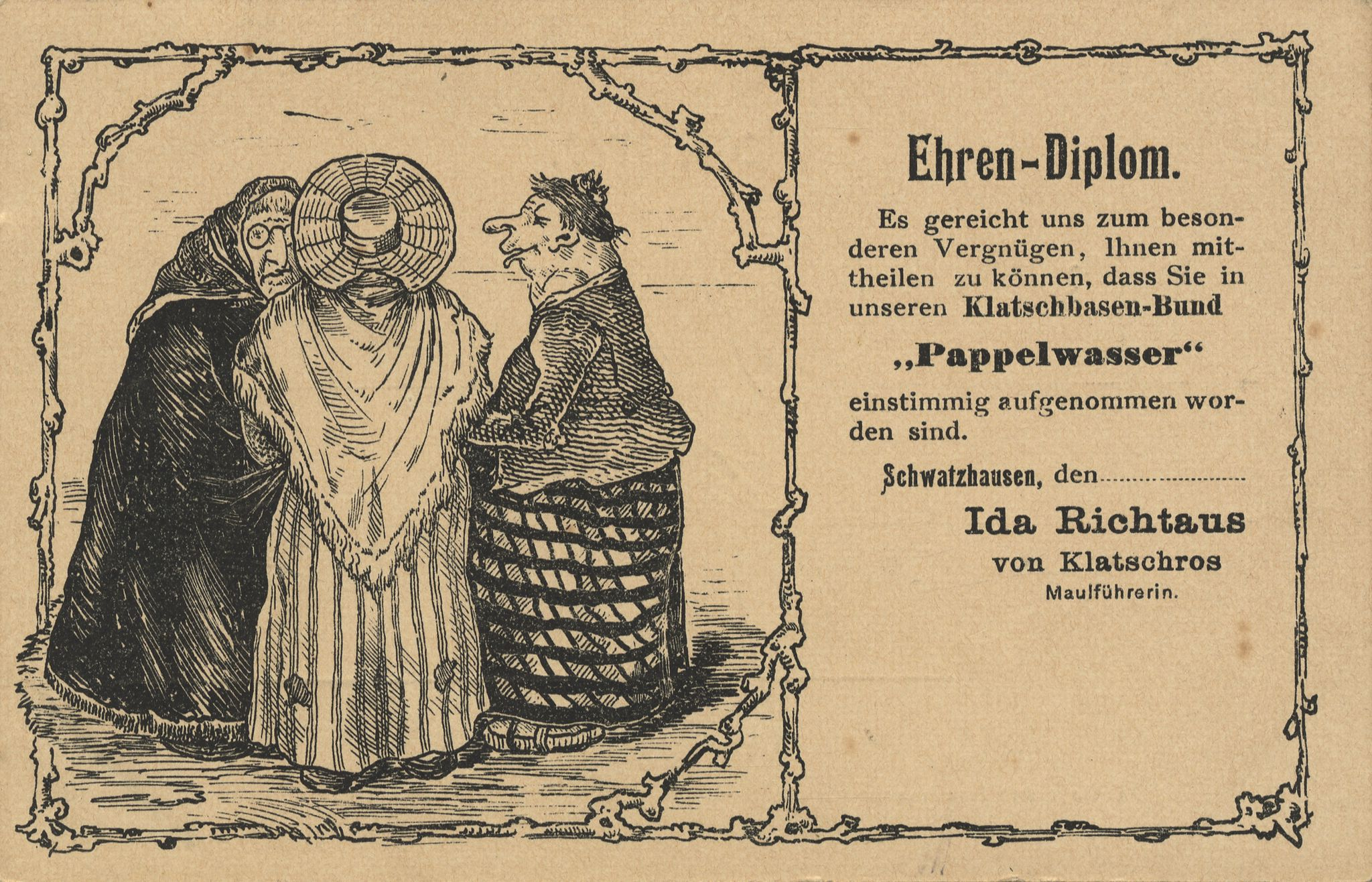
Historische Scherz-Postkarte mit „Ehren-Diplom“ vom „Klatschbasen-Bund“, um 1900

Klatsch gilt gesellschaftlich als Untugend. In vielen religiösen Gemeinschaften gibt es Regeln, die den Klatsch verbieten. Gleichwohl dient Klatsch als sozialer Kitt und ist im Rahmen mündlichen Erzählens in jeder Kultur aufgefunden worden. Einfachere Klatschformen in dichten sozialen Netzwerken entsprechen primär dem Bedürfnis, mitreden zu können und Neuigkeiten (über Bekannte und die nähere Gemeinschaft) auszutauschen („Dorfklatsch“, „Küstenklatsch“).
Klatsch über Prominente ist das Gebiet der Klatschpresse (Boulevardpresse, Yellow Press, Regenbogenpresse) bzw. der Klatschspalten bestimmter Zeitungen. Diese „Klatschindustrie“ nimmt heute eine bedeutende globale Rolle ein. Die soziale Funktion, die hinter dem offenbar enormen Bedürfnis steht, Details auch privater bis intimer Natur über die gesellschaftlichen Leitpersönlichkeiten erfahren zu wollen, ist ein sehr komplexes Phänomen und wird noch nicht ganz verstanden. Studien über die Sozialstruktur der Menschenaffen legen nahe, dass Einblick in die Spannungen in der Führungshierarchie von großer Wichtigkeit für jedes Gruppenmitglied – und die Gruppe als Gesamtkörper – ist und genau registriert wird.

#### Hohe Anforderungen an den Klatsch
Da die erläuterten Funktionen und die Wechselspielchen beim Klatsch sehr komplex sind, erfordert Klatsch nach soziologischer Ansicht eine gewisse kommunikative Kompetenz der redenden Personen. Jörg Bergmann geht sogar so weit, dass er von einer Kunst von Enthüllungen über Dritte spricht. So ist es zu erklären, dass Geheimnisse innerhalb einer Gemeinschaft auch „Geheimnisse“ bleiben können, selbst wenn eigentlich jeder davon weiß. Denn Klatsch enthüllt unmittelbar und im Inoffiziellen, im Gegensatz zu Skandalen, die Geheimnisse der öffentlichen Meinung als einem Tribunal vermitteln.

#### Klatsch in der Trennung
Wie Steven W. Duck aufgewiesen hat, kommt es bei Trennungen von Liebesbeziehungen und Partnerschaften im fortgeschrittenen Verlauf meist zu einer „sozialen Phase“, in der die Trennungsabsicht, die bis dahin intrapsychisch und unter vier Augen mit dem Partner bearbeitet wurde, in Gestalt von Klatsch an Dritte herangetragen wird, und zwar erst vom trennungswilligen Partner, später auch vom zu verlassenden. Dabei besteht das oft unbewusste Ziel regelmäßig darin, die Reaktionen der Umgebung zu sondieren, aber auch darin, Narrative zu erzeugen und zu erproben, die dem Klatschenden Erklärungen für das Scheitern der Beziehung liefern und ihm dabei sowohl die Wahrung des eigenen Gesichts als auch Schuldzuweisungen an den Partner ermöglichen.

### Evolutionspsychologie
In der Evolutionspsychologie wird Klatsch zum einen als eine Anpassung angesehen, die es den Menschen ermöglichte, Informationen über andere zu verbreiten und das Verhalten von Mitmenschen auch in einem großen sozialen Netzwerk „im Auge zu behalten“: Klatsch kann die Zusammenarbeit innerhalb einer Gruppe durch Informationsweitergabe über nicht kooperative Individuen effektiv fördern. Dies wurde jedoch als eine zu androzentrische Annahme kritisiert, die keine Unterschiede im Verhalten zwischen Männern und Frauen erklärt. So kann Klatsch zum anderen nämlich auch als verdeckte aggressive Taktik mit geringen Fitnesskosten eingesetzt werden, um mit anderen um wertvolle Ressourcen zu konkurrieren. So bevorzugen Frauen indirekte Aggression mit Taktiken wie Klatsch und soziale Ausgrenzung, um gegen Rivalinnen vorzugehen, im Vergleich zu Männern, die direktere Formen der Aggression anwenden (z. B. körperliche Aggression). Aus diesem Grund wurde argumentiert, dass heterosexuelle Frauen Klatsch als Hauptwaffe ihrer Wahl bei intrasexueller Konkurrenz verwenden, um Rivalinnen auszustechen, deren Ruf zu schädigen und sie als Partnerinnen für Männer weniger begehrenswert zu machen. Dies beinhaltet den Angriff auf die körperliche Attraktivität und den sexuellen Ruf anderer Frauen, was die evolutionär entwickelten Paarungspräferenzen von Männern widerspiegelt.

## Rechtliches
Deutschland
Sobald der Klatsch ein Ausmaß annimmt, dass Tatsachen behauptet oder verbreitet werden, die dazu dienen, eine Person verächtlich zu machen oder in der öffentlichen Meinung herabzuwürdigen, dies aber nicht erweislich wahr ist, ist der Tatbestand der üblen Nachrede erreicht. Dies kann bei einem Klatsch durchaus leicht passieren.